# Sorbus corymbifera
Sorbus corymbifera är en rosväxtart som först beskrevs av Friedrich Anton Wilhelm Miquel, och fick sitt nu gällande namn av Khep och Yakovlev. Sorbus corymbifera ingår i släktet oxlar, och familjen rosväxter. Utöver nominatformen finns också underarten S. c. turbinata.